# 科莫多鲁
科莫多鲁是巴西马托格罗索州的一个市镇。总面积21743.362平方公里，总人口18041人，人口密度0.8人/平方公里。